# جين الوردة
جين الوُرْدَة (بالإنجليزية: Dun gene)‏ هو جين تخفيف يؤثر على كل من الصبغة الحمراء والسوداء في لون كسوة [الإنجليزية] الخيل. يعمل جين الوُرْدَة على تفتيح معظم الجسم بينما يترك العرف والذنب القوائم والشيات البدائية [الإنجليزية] بدرجة لون الكسوة الأساس غير المخفف. يمتلك الفرس الوَرْد دائمًا جُدَّةً (خط) ظهريةً داكنةً على طول منتصف ظهره تُدْعَى "القَهَامَة" أو "السَّحَابَة"، وعادةً ما يكون له وجه وقوائم داكنة، وقد يكون له شُطب (خطوط) عرضية عبر الكتفين أو شُطْب أفقية على ظهر اليدين (أي القائمتين الأماميتين)، إن كان لديه ذلك فيسمى المُوَشَّى. يعتمد لون الجسم على التركيب الوراثي الكامن للون الكسوة. اللون الوَرْد المُصَامِص (الكُمَيْت الوَرْد) الكلاسيكي هو لون ذهبي أشهب أو أسمر فاتح، يتميز بلون الجسم الذي يراوح من الأصفر الرملي إلى البني المحمر. قد تبدو الخيل الورد الخالص (ذات قاعدة شقراء) بلون أسمر فاتح، وتلك ذات القاعدة السوداء تكون بلون أشهب مدخن. عادة ما تكون الأعراف والذيل والشيات البدائية والمناطق الداكنة الأخرى هي لون الطبقة الأساسية غير المخففة. قد يتفاعل جين الوُرْدَة مع جميع أليلات لون الكسوة الأخرى.